# Wojciech Gał
Wojciech Gał z Olczy, także Wojciech Mrowca (data urodzenia nieznana, zmarł między 17 a 23 IV 1859) – baca i zbójnik tatrzański.
Wiadomości o życiorysie Wojciecha Gała, podobnie jak w przypadku innych zbójników, są skąpe i nieprecyzyjne. Stosunkowo zamożny, posiadał dobra ziemskie i młyn na obszarze Olczy. Bacował na Hali Kondratowej, zatrudniając wielu juhasów. Dzięki dużemu stadu i dogodnemu położeniu (blisko zakładów kuźnickich) zaopatrywał w żętycę pierwszych podhalańskich kuracjuszy. Sprawnie grał na dudach.
Działalność zbójnicka Wojciecha Mrowcy polegała na rabowaniu stad oraz produktów mlecznych innym bacom, a także na napadach na kupców. Odznaczał się rzadko spotykaną siłą fizyczną. Pewnego razu napadł na niego tuzin oszukanych przy wypłacie juhasów, ale Gał obronił się i wielu z nich dotkliwie poranił. W celach zbójnickich przechodził zazwyczaj przez grań główną Tatr do Doliny Cichej, a przed wyprawą zwykł wróżyć sobie powodzenie z noża (zakreślał nim okrąg na ziemi i próbował weń trafić, rzucając z pewnej odległości). Był uważany przez sobie współczesnych za złego człowieka, ponieważ nie przystępował do sakramentów. Oprócz tego nadużywał alkoholu i utrzymywał stosunki intymne z wieloma kobietami – nie jest jasne, czy czynił to za ich zgodą. Nigdy nie okazał skruchy.
Prawdopodobnie mogła go poznać jedna z pierwszych turystek tatrzańskich, Maria Steczkowska, gdyż zwiedziła Halę Kondratową 23 lipca 1856 roku. Najwyraźniej jednak wywarł na niej pozytywne wrażenie, skoro twierdziła, że zbójnictwo tatrzańskie należy do przeszłości i nie należy obawiać się podejmowania wycieczek w niewielkich nawet grupach. Niespełna trzy lata później Wojciech Gał zginął wskutek osobliwego wypadku: koło młyńskie, które próbował zatrzymać, oberwało mu ramię. Był jednym z ostatnich zbójników tatrzańskich. Pogrzeb nie zgromadził żałobników.